# John Popper

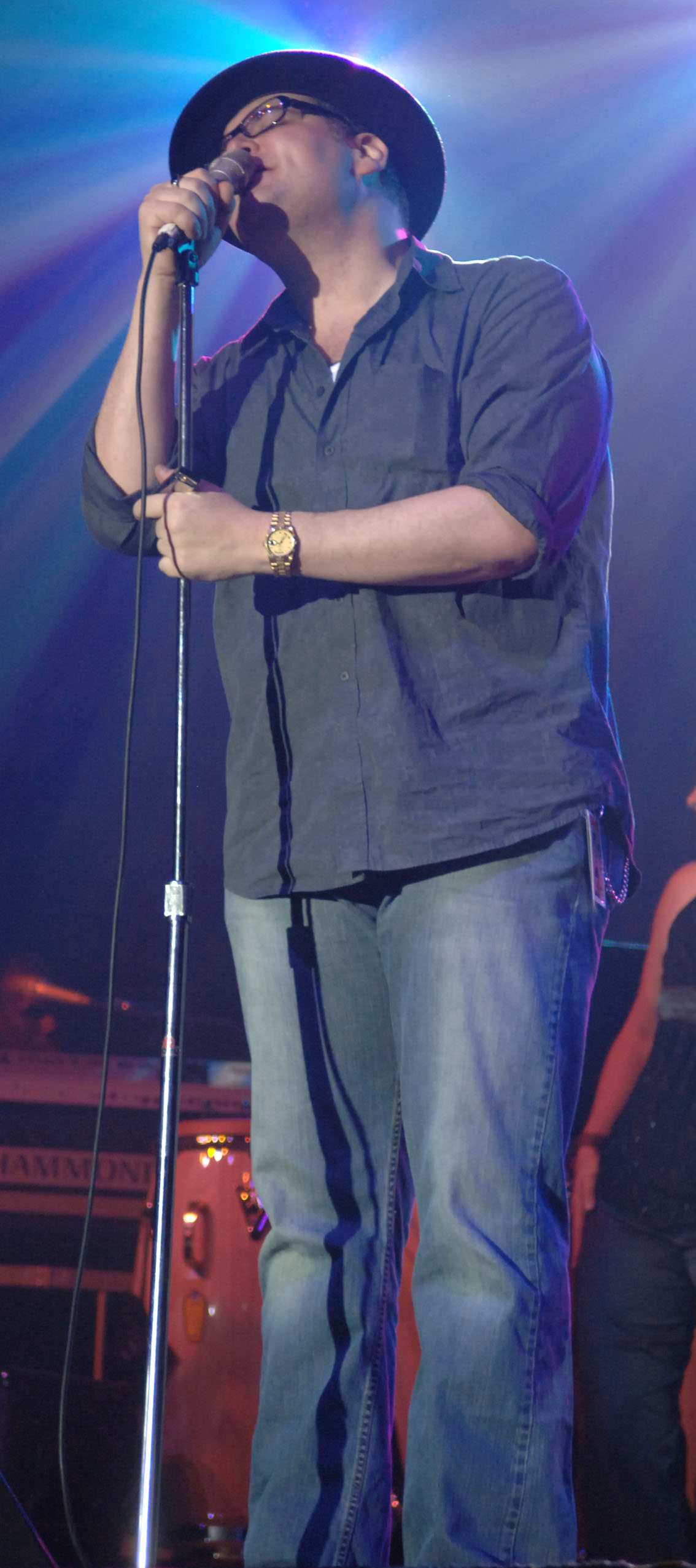
John Popper

John Popper (* 29. März 1967 in Cleveland, Ohio) ist ein US-amerikanischer Bluesmusiker.
Popper ist als Sänger, vor allem aber als Blues-Harp-Spieler der New Yorker Gruppe Blues Traveler bekannt. Er gilt als einer der weltbesten Mundharmonika-Spieler. Von der Firma Hohner wird er als „Featured Artist“ aufgelistet, eine Auszeichnung, die nur den besten und erfolgreichsten Mundharmonikaspielern zuteilwird.
Weitere Aktivitäten:
- 1987 Gründung einer Band namens Trucking Company zusammen mit Eric Schenkman und dem Schlagzeuger Brendan Hill. Popper verließ diese Band bald wieder, da er bei Blues Traveler einstieg.
- 1998 Musik zum Film Blues Brothers 2000 zusammen mit Paul Shaffer.
- häufig Gastmusiker anderer Bands. (z. B. Metallica)